# Dishdogz
Dishdogz (Brasil: Relação Extrema [carece de fontes?]) é um filme de 2006 dirigido por Mikey Hilby.

## Sinopse
Kevin (Allman) trabalha lavando louças em um acampamento de esportes radicais em Temecula, CA chamado Point X Camp. Seu chefe, que já foi pioneiro no skateboarding, ensina-o a praticar o esporte.

## Elenco
- Marshall Allman ... Kevin
- Haylie Duff ... Cassidy
- Luke Perry ... Tony
- Ryan Sheckler ... ele mesmo
- Tony Alva ... Art Alexakis
- Jane Brucker ... Mãe de Kevin
- John Cantwell ... Sam Hooper
- Francis Capra ... Cooper
- Michael Copon ... Palmer
- Timothy Lee DePriest ... Malone
- Danny Gonzalez ... Briggs

## Recepção
O site ReelFilm avaliou o filme com duas de quatro estrelas, dizendo que "embora não muito divertido o suficiente para justificar uma recomendação real - não possui uma vibração (...) dos restos do tipo assistíveis".